# Khurshid Ahmad
Khurshid Ahmad (Urdu خورشيد احمد; geboren am 23. März 1932 in Delhi; gestorben am 13. April 2025 in Leicester, Vereinigtes Königreich), auch Khurshid Ahmed u. a., war ein pakistanischer, international und im Vereinigten Königreich insbesondere im British Muslim Forum (BMF) aktiver muslimischer missionarischer und politischer Aktivist und Ökonom. Ahmad wird als Vater der modernen islamischen Ökonomie und des islamischen Kapitalismus zitiert und gilt als einer der einflussreichsten Denker auf dem Gebiet der islamischen Ökonomie.

## Biografie
Mit der Teilung Indiens 1947 siedelte er mit seiner Familie nach Pakistan über. In den 1950er Jahren erwarb er einen BA in Wirtschaftswissenschaften an der Government College University in Lahore,  einen MA in Wirtschaftswissenschaften und einen LL.B. an der Universität Karatschi, 1964 dann einen MA in Islamwissenschaft (Islamic studies) von der Universität Karatschi. Er forschte an der Universität Leicester (England) und promovierte dort 1968 in Wirtschaftswissenschaften. Er ist Autor und Herausgeber zahlreicher Schriften. Er widmete sich insbesondere Fragen der Erziehung. Seine Muttersprache war Urdu, er schrieb auf Urdu und auf Englisch. Er war Herausgeber der einflussreichen Tarjuman al-Quran („Interpret des Korans“), einer monatlich erscheinenden Publikation, die von Abu Ala Maududi im Mai 1933 gegründet wurde. Dessen Buch Towards Understanding Islam übersetzte er ins Englische. In die von Maududi gegründete pakistanische Partei Jamaat-i Islami (JI) trat er 1956 ein. Er war deren Vizepräsident. Er war politischer Berater in der Administration unter Zia-ul-Haq, wo er der Planungskommission (Planning Commission) vorstand und sich in den 1980er Jahren auf die Rolle der Islamisierung der nationalen Volkswirtschaft konzentrierte.
Khurshid Ahmad war Mitbegründer der Islamic Foundation in Leicester. Das der Islamic Foundation angeschlossene College stand unter seiner Leitung. Er war einer der Gründer der International Islamic University (IIUI) in Islamabad und ist Gründer und Vorsitzender des Institute of Policy Studies, Islamabad. Er war einer der Senior Fellows des Königlichen Aal-al-Bayt-Instituts für islamisches Denken in Amman, Jordanien. Er war einer der Unterzeichner der Botschaft aus Amman (Amman Message).
1990 erhielt er den Internationalen König-Faisal-Preis (KFIP) in der Sparte Verdienste um den Islam.
Der Autor Adil Hussain Khan hebt hervor, dass Salem Azzam in einer der Publikationen des Islamic Council of Europe mit ihm zusammengearbeitet habe, "to produce literature that would appeal to European Muslims from both Arab and South Asian backgrounds [...], effectively broadening their respective audiences beyond the scope of their own Islamist platforms."

## Publikationen (Auswahl)
- Grundsätze der islamischen Erziehung. Ahmad, Khurshid. - München : Islamisches Zentrum München, 2005, 4. Aufl.
- Khurshid Ahmad  (Hrsg.) Islam: Its Meaning and Message. Vorwort von Salem Azzam, Generalsekretär des Islamic Council of Europe, zuerst 1976 bzw. 1974 (kvk.bibliothek.kit.edu), letzter Reprint 2010 (mit einer Kurzbiographie)
- Ahmad, Khurshid and Zafar Ishaq Ansari: Mawlana Mawdudi: An Introduction to His Life and Thought. Aligarh, Crescent Publishing, 1979
- Maududi, Abul A'la: Birth Control. Translated and edited by Khurshid Ahmad, Misbahul Islam Faruqi. Lahore, Islamic Publications, 1987
- Ahmad, Khurshid: Studies in Islamic Economics. The Islamic Foundation, UK, 1981
- Ahmad, Khurshid: Islam: Its Meaning and Message. London: Islamic Council of Europe 1976
- Ahmad, Khurshid: Family Life in Islam. Leicester, 1974
- Ahmad, Khurshid: Islam and Democracy: Some Conceptual and Contemporary Dimensions. Muslim World, Volume 90, 2000. Separatdruck, 2000
- Islam and the West: Confrontation or Cooperation?. Muslim World, Volume 85, 1995. Ahmad, Khurshid:Verlag: Separatdruck, 1995
- An analysis of the Munir Report. Karachi 1956